# Johnny Eck
Johnny Eck, a właściwie John Eckhardt Jr (ur. 27 sierpnia 1911 w Baltimore, zm. 5 stycznia 1991 tamże) – amerykański aktor filmowy i uczestnik pokazów dziwolągów, urodzony bez dolnej połowy tułowia. Miał 46 cm wzrostu. Eck jest obecnie najbardziej znany ze słynnego filmu Toda Browninga pt. Dziwolągi z 1932. Często był określany jako niesamowity „pół-chłopiec” lub „Król dziwolągów”.
Poza byciem aktorem filmowym i uczestnikiem pokazów dziwolągów Johnny Eck był również artystą, fotografem, iluzjonistą, kierowcą wyścigowym, pływakiem, biegaczem, treserem, gimnastykiem, dyrygentem, konduktorem i podróżnikiem.

## Młodość
Robert Eckhardt i John Eckhardt Jr urodzili się 27 sierpnia 1911 jako synowie Amelii i Johna Eckhardta Seniora. Spodziewając się jednego dziecka rodzice byli zaskoczeni nie tylko drugim dzieckiem, ale stanem, w jakim się urodził. Pomimo wady wrodzonej Ecka, bracia byli zdrowymi bliźniętami jednojajowymi.
Eck urodził się bez dolnej połowy ciała spowodowanej agenezją kości krzyżowej. Pomimo że mawiał o sobie „odłamany w pasie”, miał nieużyteczne i nierozwinięte nogi, które ukrywał pod szytymi na miarę ubraniami.
W wieku 1 roku chodził już na rękach, podczas gdy jego brat jeszcze nie potrafił stanąć na nogi.

## Kariera zawodowa
W 1923 roku Eck wraz z bratem poszli oglądać w lokalnym kościele pokaz iluzjonistyczny w wykonaniu Johna McAslana. Kiedy McAslan poprosił o ochotników, 12 letni Eck wskoczył na scenę na rękach zaskakując magika. McAslan przekonał Ecka, aby do niego dołączył, a ten się zgodził pod warunkiem, że jego brat również zostanie zatrudniony. Robert został obarczony przez matkę obowiązkiem opieki nad bratem. Jego rodzice podpisali jednoroczny kontrakt, który został później bezprawnie wydłużony do 10 lat przez McAslana poprzez dopisanie zera do długości kontraktu. To McAslan skrócił nazwisko Eckhardta. W 1924 roku Eck opuścił McAslana i dołączył do trupy Captain John Sheesley. Eck przez kolejne lata jeszcze kilkakrotnie zmieniał trupy. W 1931 roku został odkryty w Montrealu (Kanada) przez łowcę talentów z wytwórni MGM do słynnej roli „Pół-chłopca” w filmie Toda Browninga pt. Dziwolągi z 1932.
Po Dziwolągach Eck zagrał ptaka (Albatrosa) w trzech częściach serii o Tarzanie granym przez Johnny'ego Weissmullera:
- Człowiek-małpa (1932)
- Ucieczka Tarzana (1936)
- Skarb Tarzana (1941).

W 1937, Eck i Robert zostali zatrudnieni przez iluzjonistę i hipnotyzera Rajaha Raboida dla jego pokazu „Miracles of 1937” (Cuda 1937 roku). W pokazach tych Robert Eckhardt celowo przeszkadzał z widowni zadając niewygodne pytania dotyczące pokazu przepoławiania człowieka. Był wówczas proszony na scenę, aby wziąć udział w tym pokazie. Podczas występu Robert był podmieniany przez Ecka i karła grających odpowiednio górną i dolną połowę ciała. Po chwili obie części ciała były ponownie „łączone”, po czym Robert groził Raboidowi oskarżeniem oraz po chwili wybiegał z teatru. Pomimo że podczas pokazu widownia się śmiała i klaskała, Eck opowiadał potem historie o widzach mdlejących, krzyczących lub uciekających z teatru w przerażeniu.

## Starość
Kiedy pokazy dziwolągów straciły na popularności, bracia Eckhardt osiedli w Baltimore. W styczniu 1987, wówczas 76-letni bracia Eckhardt zostali obrabowani podczas trwającego wiele godzin napadu. Jeden z dwóch złodziei poniżył Ecka siadając na nim, podczas gdy drugi rabował mieszkanie. Po tym zdarzeniu Eck przestał przyjmować gości w domu. Eck mawiał, że „jeśli chcę zobaczyć dziwaków, to jedyne, co muszę zrobić, to wyjrzeć przez okno”.
5 stycznia 1991 Eck doznał zawału serca podczas snu, umierając w wieku 79 lat w domu, w którym przyszedł na świat. Robert zmarł 25 stycznia 1995 r. w wieku 83 lat. Bracia zostali pochowani na cmentarzu Green Mount w Baltimore.

## Film biograficzny
Od 1990 roku był planowany film biograficzny. Prawa autorskie zostały kupione od rodziny siostry Ecka, scenariusz został napisany przez Caroline Thompson, która zasłynęła scenariuszem do Edwarda Nożycorękiego. Producentem miał być Leonardo DiCaprio.